# Риматоры
Риматоры (лат. Rimator) — расформированный род воробьиных птиц из семейства земляных тимелий (Pellorneidae). Ныне все виды рода перенесены в род Napothera.

## Описание
Небольшие птицы серо-коричневого цвета с достаточно длинным клювом.
Птицы обитают в тропических и субтропических горных лесах.

## Классификация и ареал
Раньше род был монотипическим, включал один вид Rimator malacoptilus, но в 2006 году Collar разделил последний на 3 вида. На февраль 2018 года в род включают 3 вида:
- Rimator albostriatus Salvadori, 1879 (ныне Napothera albostriata) — западная Суматра (Индонезия)
- Rimator malacoptilus Blyth, 1847 — Риматор[1]; (ныне Napothera malacoptila) Гималаи — северо-восток Индии и юг Китая
- Rimator pasquieri Delacour & Jabouille, 1930 — северо-западный Вьетнам